# Zuid (Rwanda)
De Province du Sud (Zuidelijke Provincie) is een van de vijf provincies (intara) van Rwanda. De provincie ontstond op 1 januari 2006 als gevolg van de reorganisatie van de territoriale indeling van Rwanda, die tot doel had het bestuur te decentraliseren en tevens de herinnering weg te nemen die de oude provincies opriepen aan de Rwandese Genocide.
De provincie bestaat uit het grondgebied van de oude provincies Gikongoro, Butare en Gitarama.
De provincie telde in 2007 bijna 900.000 inwoners, verspreid over acht districten, te weten: Muhanga, Kayumbu, Kabagali, Ntenyo, Kamonyi, Ntongwe, Ndiza en Ruyumba. De drie belangrijkste steden in deze provincie zijn Ruhango, Butare en Gitarama.
De hoofdstad van Sud is Nyanza.
In deze provincie hielden op dinsdagen gacaca's, speciale volksrechtbanken met betrekking tot de Rwandese genocide, zitting.
Oost · Kigali · Noord · Zuid · West